# Белый слон (фильм, 2022)
«Белый слон» (англ. White Elephant) — американский боевик режиссёра Джесси Джонсона. В США фильм вышел 3 июня 2022 года в ограниченном прокате. В России фильм вышел 22 сентября 2022 года.

## Сюжет
В прошлом морской пехотинец Габриэль Танкреди сознательно перешёл на сторону преступного мира, решив зарабатывать лёгкие деньги. Он всегда придерживался своих принципов, не нарушая правила игры и придерживаясь всех законов криминального мира. Но однажды Габриэль нарушил собственные правила. Он попытался спасти сотрудницу полиции Ванессу, которая оказалась случайной свидетельницей убийства, тем вызвал гнев криминального авторитета. Теперь за ними ведут охоту влиятельные и опасные представители мафии.

## В ролях
- Майкл Рукер — Габриэль Танкреди
- Брюс Уиллис — Арнольд Соломон
- Ольга Куриленко — Ванесса Флинн
- Джон Малкович — Глен Фоллет
- Вадхир Дербес — Карлос Гарсия
- Джозеф Кэннон — Джим
- Лорен Бульоли — Томи
- Лоренцо Антонуччи — К.И.М
- Ски Карр — Луис Веласкес
- Майкл Эдвард Роуз — Уолтер Кошек
- Крис Кливлэнд — Дейли

## Производство
Фильм снимался в штате Джорджия, начиная с апреля 2021 года.